# Route 207 (Nouvelle-Écosse)
Pour les articles homonymes, voir Route 207.
La route 207 est une route secondaire de la Nouvelle-Écosse d'orientation ouest-est située dans le sud de la province, à l'est d'Halifax et de Dartmouth. Elle traverse une région boisée et aquatique, alors qu'elle suit la côte de l'océan Atlantique. De plus, elle mesure 38 kilomètres, et est une route pavée sur toute sa longueur.

## Tracé

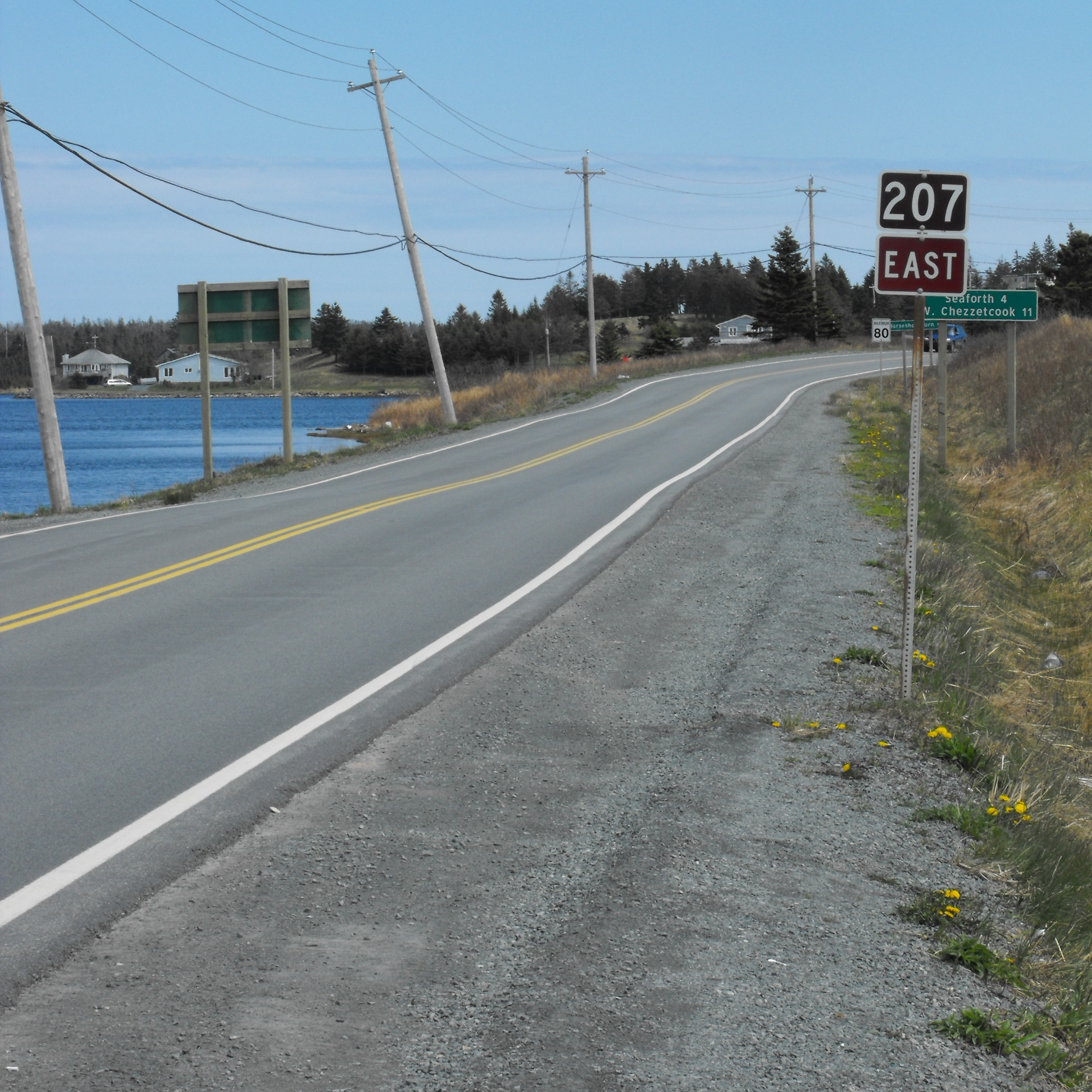
La 207 est, 4 kilomètres à l'ouest de Seaforth.

La 207 débute à l'est de Dartmouth, sur la route 322. Elle commence par être nommée la rue Portland (Portland Rd.), traversant Dartmouth et la ville de Cole Harbour, en croisant notamment la route 111, route qui contourne Dartmouth par le nord. La 207 continue ensuite de se diriger vers l'est pour rejoindre West Lawrencetown et Lawrencetown, où elle passe près du parc provincial de l'île Conrod. La 207 continue de suivre la rive jusqu'à Seaforth, où elle tourne vers le nord pour rejoindre West Chezzetcook, pour ensuite passer au-dessus de la route 107, puis pour se terminer à Porter sur la route 7.

## Intersections principales
| Route 207                    |                    |    |                                                                  |                           |
| Comté                        | Location           | km | Intersection/Destinations                                        | Notes                     |
| Comté d'Halifax              | Dartmouth          | 0  | R-322 (Pleasant St.), Dartmouth centre, Halifax, Eastern Passage | extrémité ouest de la 207 |
| Comté d'Halifax              | Dartmouth          | 1  | R-111 (Circumferential Hwy.), Halifax                            | sortie 7 de la 111        |
| Comté d'Halifax              | Upper Lawrencetown | 8  | R-328 nord (Ross Rd.), North Preston                             |                           |
| Comté d'Halifax              | Porter             | 38 | R-7, Porters Lake, Musquodoboit Harbour, Antigonish              | extrémité est de la 207   |
| Gras (colonne km): Échangeur |                    |    |                                                                  |                           |